# Johann Grégoire
Johann Grégoire, né le 14 octobre 1972 à Bar-le-Duc (Meuse) est un skieur acrobatique français spécialisé dans les épreuves de bosses (classique et en parallèle). 
Il remporte en 1999 l'épreuve masculine de bosses en parallèle (ou en duel) des Championnats du monde de ski acrobatique.

## Carrière
Johann Grégoire a un parcours atypique pour un skieur de haut niveau puisqu'il passe les dix premières années de sa vie en Lorraine. Il ne découvre le ski que quand ses parents déménagent à Tignes. Il s'oriente vers le ski de bosses et participe à ses premières compétitions à l’âge de 17 ans. 

Marqué par la course victorieuse d’Edgar Grospiron aux jeux olympiques d’Albertville, il intègre l’équipe de France l’hiver suivant (saison 1992-1993).

Il débute sur le circuit international lors de la saison 1992-1993, lors de l’épreuve de bosses de La Plagne du 25 février 1993. Il est alors âgé de 20 ans et se classe 54e (sur 66).

Après cette première, il ne retrouve un départ de coupe du monde que 22 mois après, "à domicile" le 15 décembre 1994 pour une 21e place lors de l’épreuve de bosses de Tignes, empochant ainsi ses premiers points. Le 8 février 1995 pour sa troisième épreuve internationale, il signe son premier podium avec une 3e place lors de l’épreuve de bosses de Meiringen-Hasliberg. Il finit la saison avec cinq départs de coupe du monde, dont trois top 10 avec un podium, pour un total de 252 points synonymes d’une 21e place mondiale en bosses.
Dès la saison suivante Johann Grégoire participe aux épreuves de coupe du monde de bosses en parallèle en plus des bosses "classiques". Cette discipline devient sa discipline de prédilection, dont il finit dans le top 10 mondial six saisons de suite (des saisons 1995-1996 à 1999-2000).
En février 1997, il participe à ses premiers championnats du monde, à Iizuna Kogen, où il se classe 9e (et 3e français) de l’épreuve de bosses.
 
Ces performances ne suffisent pas à le qualifier pour les jeux olympiques de Nagano en 1998. Et sa discipline de prédilection, les bosses en parallèle, n’est malheureusement pour lui pas olympique. Il doit donc se contenter de ses deux premières victoires en coupe du monde lors des épreuves de bosses en parallèle de Châtel et Altenmarkt-Zauchensee les 28 février et 15 mars 1998. À défaut de JO, ces performances lui valent la 3e place au classement de la coupe du monde de bosses en parallèle.
La saison suivante le voit changer de statut grâce à sa victoire aux  championnats du monde de Meiringen-Hasliberg en bosses en parallèle. Ce titre mondial lui permet d’accéder à plus de médiatisation, ainsi que plus de responsabilité au sein de l’équipe de France.
Bien que sans victoire, la saison 1999-2000 voit Johann Grégoire grimper sur la troisième marche du podium mondial de bosses en parallèle avec 304 points. Mais son objectif avoué reste les jeux olympiques de Salt Lake City, et donc les performances en bosses.
Sa saison 2000-2001 est donc logiquement plus orienté sur cette épreuve, ce qui ne l’empêche pas de remporter sa seconde médaille mondiale avec le bronze en bosses en parallèle aux mondiaux de Whistler.
Cet objectif se traduit dans les résultats puisque la saison 2001-2002 est sa meilleure en bosses : une victoire à Tignes le 1er décembre 2001 (la seule de sa carrière dans la discipline), une troisième place au classement final de la spécialité, et surtout la qualification pour les Jeux olympiques. Il s’y classe 14e (derrière ses deux compatriotes engagés dans l’épreuve).
Cette course, un relatif échec, est la dernière de sa carrière professionnelle puisque Johann Grégoire prend sa retraite sportive par la suite.

## Palmarès

### Jeux olympiques
| Épreuve / Édition | Salt lake City 2002 |
| Ski de bosses     | 14e                 |

### Championnats du monde
| Épreuve / Édition   | Iizuna Kogen 1997 | Meiringen-Hasliberg 1999 | Whistler 2001 |
| Bosses              | 9e                | 8e                       | -             |
| Bosses en parallèle | -                 | Or                       | Bronze        |

### Coupe du monde
- Meilleur classement général : 20e en 1997.
- Troisième du classement de bosses en 2002.
- Troisième du classement de bosses en parallèle en 1998 et 2000.
- 8 podiums dont 3 victoires en carrière.

#### Différents classement en Coupe du monde
| Année/Classement | Année/Classement | Général | Général | Bosses | Bosses | Bosses en parallèle | Bosses en parallèle |
| ---------------- | ---------------- | ------- | ------- | ------ | ------ | ------------------- | ------------------- |
| Année/Classement | Année/Classement | Class.  | Points  | Class. | Points | Class.              | Points              |
| 1995             | 1995             | 58e     | 36      | 21e    | 252    | -                   | -                   |
| 1996             | 1996             | 37e     | 58      | 14e    | 468    | 7e                  | 116                 |
| 1997             | 1997             | 20e     | 74      | 8e     | 372    | 10e                 | 228                 |
| 1998             | 1998             | 51e     | 44      | 17e    | 220    | 3e                  | 312                 |
| 1999             | 1999             | 39e     | 41      | 19e    | 164    | 4e                  | 184                 |
| 2000             | 2000             | 40e     | 37      | 20e    | 148    | 3e                  | 304                 |
| 2001             | 2001             | 27e     | 49      | 14e    | 196    | -                   | -                   |
| 2002             | 2002             | 35e     | 13      | 3e     | 260    | 17e                 | 76                  |

#### Détails des victoires
| Édition / Épreuve | Bosses | Bosses en parallèle          |
| 1998              | -      | Châtel Altenmarkt-Zauchensee |
| 2002              | Tignes | -                            |

### Championnats de France
- champion de France de ski de bosses en 1999
- 3 fois champion de France de ski de bosses parallèles : 1997, 1999 et 2000